# تشارلز هافيلاند ميكيل
تشارلز هافيلاند ميكيل (1 ديسمبر 1861 - 13 أكتوبر 1921)، كان تاجر طوابع ومحررًا معروفًا من مدينة سانت لويس، في ولاية ميزوري. كان لهُ دورٌ بارزٌ في اكتشاف طوابع بريد سانت لويس المؤقتة عام 1895، والذي حلّ مشاكلَ تتعلق بصحتها.
كان تشارلز ميكيل إلى جانب مهنتهِ كتاجر طوابع، حرر ونشر العديد من المجلات في علم هواة الطوابع، بما في ذلك "مكتب جامع الطوابع" (1891)؛ والمجلة الطوابعية الأمريكية (1885)، التي غيّرت اسمها في نهاية المطاف إلى "دليل طوابع ميكيل"؛ و"طبال ميكيل" (1900-1901)؛ ومجلة "أخبار وتجارة ميكيل" (1905-1912)؛ ومجلة "أخبار الطوابع اليومية" التي صدرت لأقل من عام عام 1896.
تُعدّ مجلة "أخبار الطوابع الأسبوعية" لميكيل أكثر ما يُذكر بهِ. بدأ إصدار المجلة الأسبوعية في يناير 1891، واستمر في تحريرها ونشرها حتى عام 1897، عندما باعها لأخيهِ إسحاق، الذي استمر في إصدارها حتى عقد الأربعينيات من القرن العشرين. (تُعرف الآن باسم "مجلة ميكيل والطوابع"، التي نشرها جون دان، وحررها جون ليسزاك).

## هواية جمع الطوابع
جمع تشارلز ميكيل طوابع البريد المكسيكية وكتب فهارس الطوابع البريدية المكسيكية في عام 1890، وطوابع البريد المكسيكية في عام 1911. ومن عام 1892 إلى عام 1895، نشر في سانت لويس مجلة طوابع باللغة الإسبانية بعنوان La Revista Filatelica.

## طابع دببة سانت لويس
شارك تشارلز ميكيل في دراسة وتوثيق اكتشاف طوابع بريد سانت لويس المؤقتة عام 1895، والذي أثبت صحة طلاء الطوابع المؤقتة وأصالة قيمتها البالغة 20 سنتًا. بناءً على دراستهِ للطوابع المؤقتة، ألّف ميكيل كتاب "تاريخ طوابع بريد سانت لويس، 1845-1847" عام 1895.

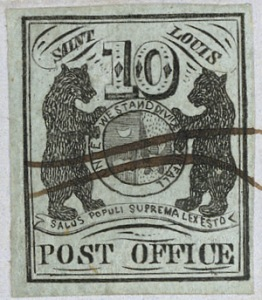
طابع بريد مؤقت يحمل صورة دببة صدر في سانت لويس (ميزوري)

كانت طوابع دببة سانت لويس هي مجموعة طوابع مؤقتة أصدرها مكتب بريد سانت لويس بين عامي 1845 و1846 لتسهيل الدفع المسبق للرسوم البريدية، في وقت لم يكن فيهِ مكتب بريد الولايات المتحدة قد أصدر طوابع بريدية للاستخدام الوطني. كانت سانت لويس، التي بادر مدير مكتب بريدها، جون م. ويمر، إلى إصدار هذهِ الطوابع المؤقتة، كواحدة من إحدى عشرة مدينة أصدرتها. طُرحت طوابع الدببة بثلاث فئات: 5 سنتات، و10 سنتات، و20 سنتًا؛ وأقدم تاريخ معروف لختم بريد على طابع من هذا الإصدار هو 13 نوفمبر 1845.

## التكريم
وضع اسم تشارلز ميكيل في قاعة المشاهير للجمعية الأمريكية لهواة جمع الطوابع في عام 1972.